# Lijst van trainers van Al-Nasr SC
Dit is een lijst van trainers van het eerste elftal van Al-Nasr SC.

## Trainers
| Naam             | Land van herkomst            | Begin periode    | Einde periode    | Prijzen                                     | Opmerkingen/Wijze van vertrek       |
| ---------------- | ---------------------------- | ---------------- | ---------------- | ------------------------------------------- | ----------------------------------- |
| Don Revie        | Engeland                     | 1 juli 1980      | 30 juni 1984     | GCC Champions League                        |                                     |
| Sebastião Lapola | Brazilië                     | 1 juli 1983      | 30 juni 1985     | Beker                                       |                                     |
| Jean Fernandez   | Frankrijk                    | 1 juli 1993      | 30 juni 1994     |                                             |                                     |
| Jean Fernandez   | Frankrijk                    | 1 september 1995 | 1 februari 1996  | UAE Super Cup                               |                                     |
| Dusan Uhrin      | Tsjechië                     | 1 juli 1997      | 30 juni 1998     |                                             |                                     |
| Reiner Hollmann  | Duitsland                    | 1 juli 1999      | 30 juni 2000     | UAE Federation Cup                          |                                     |
| György Gálhidi   | Hongarije                    | 17 juli 2000     | 30 juni 2001     |                                             |                                     |
| Milan Macala     | Tsjechië                     | 20 oktober 2000  | 30 juni 2001     | UAE Federation Cup                          |                                     |
| Grigore Sichitiu | Roemenië                     | 30 juni 2002     | 30 juni 2003     |                                             |                                     |
| René Exbrayat    | Frankrijk                    | 1 juli 2003      | 8 februari 2004  |                                             |                                     |
| Mircea Rednic    | Roemenië                     | 1 januari 2004   | 29 maart 2004    |                                             |                                     |
| Frank Pagelsdorf | Duitsland                    | 1 september 2004 | 30 juni 2005     |                                             |                                     |
| Eduard Geyer     | Duitsland                    | 7 januari 2005   | 20 januari 2006  |                                             |                                     |
| Artur Jorge      | Portugal                     | 22 maart 2006    | 30 juni 2007     | GCC Champions League                        |                                     |
| Reiner Hollmann  | Duitsland                    | 3 april 2006     | 25 februari 2007 | GCC Champions League                        |                                     |
| Vagner Mancini   | Brazilië                     | 1 mei 2007       | 1 december 2007  |                                             |                                     |
| Luka Bonacic     | Kroatië                      | 17 januari 2008  | 7 januari 2009   |                                             |                                     |
| Frank Pagelsdorf | Duitsland                    | 8 januari 2009   | 7 februari 2010  |                                             |                                     |
| Grigore Sichitiu | Roemenië                     | 15 juli 2009     | 15 juli 2010     |                                             |                                     |
| Hélio dos Anjos  | Brazilië                     | 22 februari 2010 | 10 oktober 2010  |                                             |                                     |
| Laurent Banide   | Frankrijk                    | 24 februari 2010 | 31 december 2010 |                                             |                                     |
| Adilson Luís     | Brazilië                     | 1 juli 2010      | 30 juni 2011     |                                             |                                     |
| Eid Baroot       | Verenigde Arabische Emiraten | 13 oktober 2010  | 31 december 2010 |                                             |                                     |
| Walter Zenga     | Italië                       | 1 januari 2011   | 13 juni 2013     |                                             |                                     |
| Ivan Jovanovic   | Servië                       | 18 juni 2013     | 29 oktober 2016  | GCC Champions League, UAE League Cup, Beker |                                     |
| Dan Petrescu     | Roemenië                     | 29 oktober 2016  | 9 juni 2017      |                                             |                                     |
| Cesare Prandelli | Italië                       | 1 juli 2017      | 19 januari 2018  |                                             |                                     |
| Ivan Jovanovic   | Servië                       | 19 januari 2018  | 15 december 2018 |                                             |                                     |
| Beñat San José   | Spanje                       | 1 januari 2019   | 30 maart 2019    |                                             |                                     |
| Caio Zanardi     | Brazilië                     | 1 mei 2019       | 14 oktober 2019  |                                             |                                     |
| Krunoslav Jurcic | Kroatië                      | 17 oktober 2019  | 2 februari 2021  | UAE League Cup                              |                                     |
| Ramón Díaz       | Argentinië                   | 3 februari 2021  | 6 februari 2022  |                                             |                                     |
| Salem Busamah    | Verenigde Arabische Emiraten | 6 februari 2022  | 19 mei 2022      |                                             |                                     |
| Thorsten Fink    | Duitsland                    | 19 mei 2022      | 5 november 2022  |                                             | Ontslagen, Goran Tomic vervangt hem |
| Goran Tomic      | Kroatië                      | 6 november 2022  | 30 juni 2023     |                                             |                                     |
| Goran Tufegdzic  | Servië                       | 1 juli 2023      | 6 november 2023  |                                             | Alfred Schreuder vervangt hem       |
| Alfred Schreuder | Nederland                    | 27 november 2023 |                  |                                             |                                     |